# Nucras
Nucras es un género de lagartos de la familia Lacertidae. Sus especies se distribuyen por África del sur y del este.

## Especies

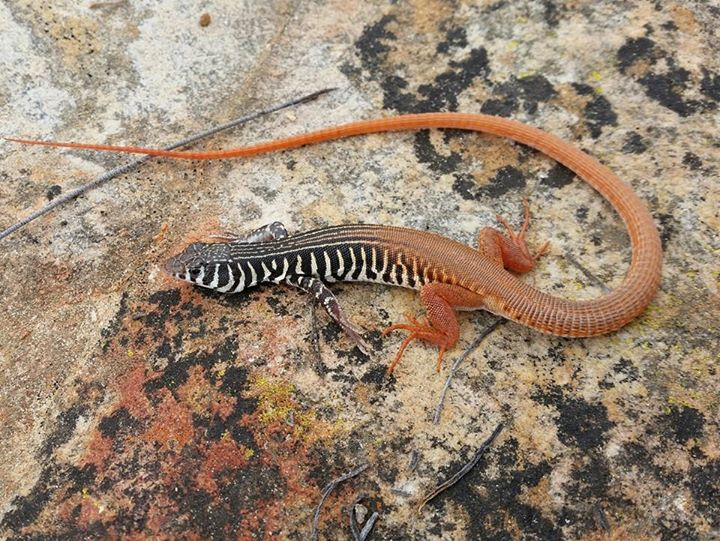
Nucras tessellata

Se reconocen las siguientes 11 especies:
- Nucras broadleyi Branch, Conradie,  Pinto & Tolley, 2019.[2]
- Nucras boulengeri Neumann, 1900.
- Nucras caesicaudata Broadley, 1972.
- Nucras holubi (Steindachner, 1882).
- Nucras intertexta (Smith, 1838).
- Nucras lalandii (Milne-Edwards, 1829).
- Nucras livida (Smith, 1838).
- Nucras ornata (Gray, 1864).
- Nucras scalaris Laurent, 1964.
- Nucras taeniolata (Smith, 1838).
- Nucras tessellata (Smith, 1838).